# Wu Chengying
Wu Chengying (chiń. 吴承瑛; ur. 21 kwietnia 1975 roku w Szanghaju) – były chiński piłkarz występujący na pozycji obrońcy.

## Kariera klubowa
Wu Chengying zawodową karierę rozpoczynał w 1994 roku w Shanghai Shenhua. W debiutanckim sezonie rozegrał sześć ligowych pojedynków, jednak w kolejnych latach na boisku pojawiał się już znacznie częściej. Razem ze swoim zespołem Wu w 1995 roku zdobył mistrzostwo kraju, natomiast w 1996, 1997, 1998, 2000, 2001 kończył rozgrywki Jia A na drugiej pozycji. Łącznie dla Shanghai Shenhua Chengying w 183 meczach chińskiej ligi strzelił siedemnaście bramek. Od 2003 roku był zawodnikiem Shanghai International, który od 2006 roku występował pod nazwą Xi’an Chanba. Łącznie w barwach obu tych drużyn Wu wystąpił w 75 ligowych spotkaniach.

## Kariera reprezentacyjna
W reprezentacji Chin Wu zadebiutował w 1996 roku. Podczas swojej piłkarskiej kariery brał udział między innymi w Pucharze Azji 1996, Pucharze Azji 2000 oraz Mistrzostwach Świata 2002. Na mundialu w Korei Południowej i Japonii drużyna narodowa Chin przegrała wszystkie trzy mecze i zajęła ostatnie miejsce w swojej grupie. Łącznie dla reprezentacji swojego kraju Wu rozegrał 50 spotkań.